# Don’t Go to Pieces
Don’t Go to Pieces (с англ. — «Не Разваливайся на Куски») — песня американской рок-группы The Cars, сторона Б синглов Don’t Tell Me No и Gimme Some Slack.

## О песне
Песня была написана вокалистом, ритм-гитаристом и автором песен Риком Окасеком в соавторстве с клавишником Грегом Хоуксом, спета басистом и вокалистом Бенджамином Орром. Продюсером выступил Рой Томас Бейкер. Это одна из трёх песен The Cars, выпускавшихся на сторонах Б синглов (две другие — That’s It и Breakaway).
Песня включает редкий бэк-вокал ведущего гитариста Эллиота Истона и клавишника Грега Хоукса, поющих "You can make the switch, you can have your wish (с англ. — «Ты можешь переключиться, ты можешь исполнить свое желание»)", за которым группа присоединяется и поёт припев "don't go to pieces, b-b-b-baby (с англ. — «не разваливайся на куски, д-д-д-детка»)".
Стивен Томас Эрлевайн из Pitchfork сказал:"Бонусный материал на Panorama — три ранее не издававшиеся песни (“Shooting for You”, “Be My Baby” и “The Edge”) плюс би-сайд “Don’t Go to Pieces” — ещё одно подтверждение мрачного очарования альбома. Как бы ни было приятно получить эти дополнительные сокращения, по-настоящему ценная вещь в этом раунде переизданий The Cars заключается в том, что он смещает фокус с несокрушимых боевых коней группы на музыку, которая не так хорошо известна. Этот малоизвестный материал показывает, какой умной, изобретательной поп-группой они были".

## Выпуск
Песня впервые была выпущена на  восьмом в общем и втором с альбома Panorama сингле Don’t Tell Me No 10 ноября 1980 года как сторона Б. Затем была выпущена как сторона Б следующего сингла Gimme Some Slack. Оба сингла не попали в чарты.
Песня появляется в сборнике Just What I Needed: The Cars Anthology, а также в качестве бонус-трека переиздания Panorama 2017 года.

## Участники записи
- Рик Окасек — ритм-гитара, бэк-вокал
- Эллиот Истон — соло-гитара, бэк-вокал
- Бенджамин Орр — бас-гитара, вокал
- Дэвид Робинсон — ударные, перкуссия
- Грег Хоукс — клавишные, бэк-вокал